# أراباتي بابا
أراباتي بابا (المقدونية: Арабати баба-теќе ، الألبانية: Teqeja e Baba Harabatit ، التركية: Harabati Baba Tekkesi) هي تيكيه تقع في تيتوفو، مقدونيا الشمالية. تم بناء التكية في الأصل عام 1538 حول تربه سيرسم علي بابا، وهو درويش عثماني. في عام 1799،  أسس الوقف الذي قدمه رجب باشا الأراضي الحالية للتكية. أرقى نزل بيكتاشي في أوروبا، يتميز المجمع المترامي الأطراف بالمروج المزهرة وغرف الصلاة وقاعات الطعام والسكن ونافورة رخامية رائعة داخل جناح خشبي.
بسبب هندسته المعمارية المدهشة، أصبح أراباتي بابا رمزًا مبدعًا تيتوفو، وظهر على شعار النبالة المحلي.

## التاريخ
كان علي بابا صهر السلطان سليمان القانوني،  وكان بابا رفيع المستوى في ديميتوكا تيتشي (الآن في ديديموتيشو) عندما وقعت أخته (التي كانت إحدى زوجات السلطان) في ازدراء زوجها. ونتيجة لذلك، تم نفي علي بابا إلى كالكانديلين (تيتوفو حاليًا) على الأطراف الخارجية للإمبراطورية العثمانية حيث أسس تيتشي الخاص به. وهناك رواية أخرى للقصة تقول أن علي بابا كان مسؤولاً في الدولة العثمانية وتنازل عن منصبه ليعيش حياة بسيطة لراهب بكتاشي. غضب السلطان سليمان القانوني من رحيل أحد مسؤوليه المفضلين، فصرخ على علي وهو يغادر إسطنبول: `` إذا كنت أحمق، فاذهب. لقب بابا فيما بعد. أيًا كانت القصة الحقيقية (يفضل الأتراك القصة الأولى)، سافر سيرسم في الإمبراطورية الشاسعة لتركيا حتى وصل إلى نهر بينا في جبال تيتوفو الهادئة. هناك استقر حتى وفاته في عام 1538 ، حيث مارس بهدوء طريق طريقة بكتاشي. بعد وفاته، قام تلميذه الوحيد الذي بقي على قيد الحياة، أراباتي بابا، بتأسيس دير في تيتوفو لإحياء ذكرى حياة سيرسم. تم بناء المباني الحالية في نهاية القرن الثامن عشر على يد ريكشيب باشا، وهو أيضًا درويش، يقع قبره بجوار مقبرة سيرسم في ضريح تيت. ليست كل المباني لا تزال قائمة حتى اليوم. في الفناء بني في الأصل لإيواء ابنة عبد الرحمن باشا المريضة. لا يزال نزل الاستقبال في حالة سيئة، على الرغم من تجديد المكتبة. تم تحويل أحد المباني إلى مسجد سني، ولكن تم الحفاظ على النزل حول مقبرة بكتاشي لبابا.ظلت تيكي في تيتوفو مقر بيكتاشي حتى عام 1912 عندما طرد العثمانيون من مقدونيا. على الرغم من أن العهد شهد انتعاشًا صغيرًا بين عامي 1941 و1945 ، فقد تم أخذ الأراضي كممتلكات حكومية خلال الحقبة اليوغوسلافية وتحويلها إلى فندق ومتحف. ومع ذلك، في السنوات الأخيرة، استعاد نظام بيكتاشي الوصول إلى الموقع ويتم تجديد الموقع ببطء. على الرغم من أنها في حالة سيئة كبيرة، إلا أنها لا تزال أكبر مساحة في غرب البلقان وأكثرها حفظًا.
جدل عرباتي بابا في عام 2002 ، قامت مجموعة من الأعضاء المسلحين من المجتمع الإسلامي المقدوني (ICM)، وهي المنظمة المعترف بها قانونًا والتي تدعي تمثيل جميع المسلمين في مقدونيا، بغزو أراباتي بابا تيكيه في محاولة لاستعادة تكيه كمسجد، على الرغم من أن المنشأة لم يعمل على هذا النحو. في وقت لاحق، رفع مجتمع بكتاشي في مقدونيا دعوى قضائية ضد الحكومة المقدونية لفشلها في إعادة تيكيه إلى مجتمع بكتاشية، وفقًا لقانون صدر في أوائل التسعينيات لإعادة الممتلكات التي تم تأميمها سابقًا في ظل الحكومة اليوغوسلافية. ومع ذلك، يتعامل القانون مع رد الحقوق إلى المواطنين العاديين، بدلاً من المجتمعات الدينية. وتستند مطالبة الاتحاد الدولي للطوائف بشأن تيكيه إلى مزاعمهم بتمثيل جميع المسلمين في مقدونيا؛ وبالفعل، فهم إحدى منظمتين مسلمتين معترف بهما من قبل الحكومة، وكلاهما سني. تقدم مجتمع البكتاشي (الشيعي) بطلب الاعتراف بهم كمجتمع ديني منفصل لدى الحكومة المقدونية في عام 1993 ، لكن الحكومة المقدونية رفضت الاعتراف بهم.
في مارس 2008 ، كانت هناك تقارير تفيد بأن أعضاء الحركة الإسلامية الدولية الذين يحتلون أرض المنشأة قد سيطروا على مبان إضافية، وقاموا بترهيب زوار التكية، وأطلقوا أسلحتهم على الأرض.

## أحداث أراباتي بابا
في عام 2002 ، قامت مجموعة من الأعضاء المسلحين من المجتمع الإسلامي المقدوني (ICM)، وهي المنظمة المعترف بها قانونًا والتي تدعي تمثيل جميع المسلمين في مقدونيا، بغزو أراباتي بابا تيكيه في محاولة لاستعادة تيكيه كمسجد، على الرغم من أن المنشأة لم يعمل على هذا النحو. في وقت لاحق، رفع مجتمع بكتاشي في مقدونيا دعوى قضائية ضد الحكومة المقدونية لفشلها في إعادة تيكيه إلى مجتمع بيكتاشي، وفقًا لقانون صدر في أوائل التسعينيات لإعادة الممتلكات التي تم تأميمها سابقًا في ظل الحكومة اليوغوسلافية. ومع ذلك، يتعامل القانون مع رد الحقوق إلى المواطنين العاديين، بدلاً من المجتمعات الدينية. [بحاجة لمصدر] وتستند مطالبة الاتحاد الدولي للطوائف بشأن تيكيه إلى مزاعمهم بتمثيل جميع المسلمين في مقدونيا؛ وبالفعل، فهم إحدى منظمتين مسلمتين معترف بهما من قبل الحكومة، وكلاهما سني. تقدم مجتمع البكتاشي (الشيعي) للاعتراف بهم كمجتمع ديني منفصل لدى الحكومة المقدونية في عام 1993 ، لكن الحكومة المقدونية رفضت الاعتراف بهم. في مارس / آذار 2008 ، كانت هناك تقارير تفيد بأن أعضاء الحركة الإسلامية الدولية الجالسين على أرض المنشأة قد سيطروا على مبان إضافية، وقاموا بترهيب زوار التكية، وأطلقوا أسلحتهم على الأرض.

## صور

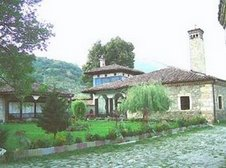
منزل أراباتي بابا بيكتاشي صوفي تقليدي
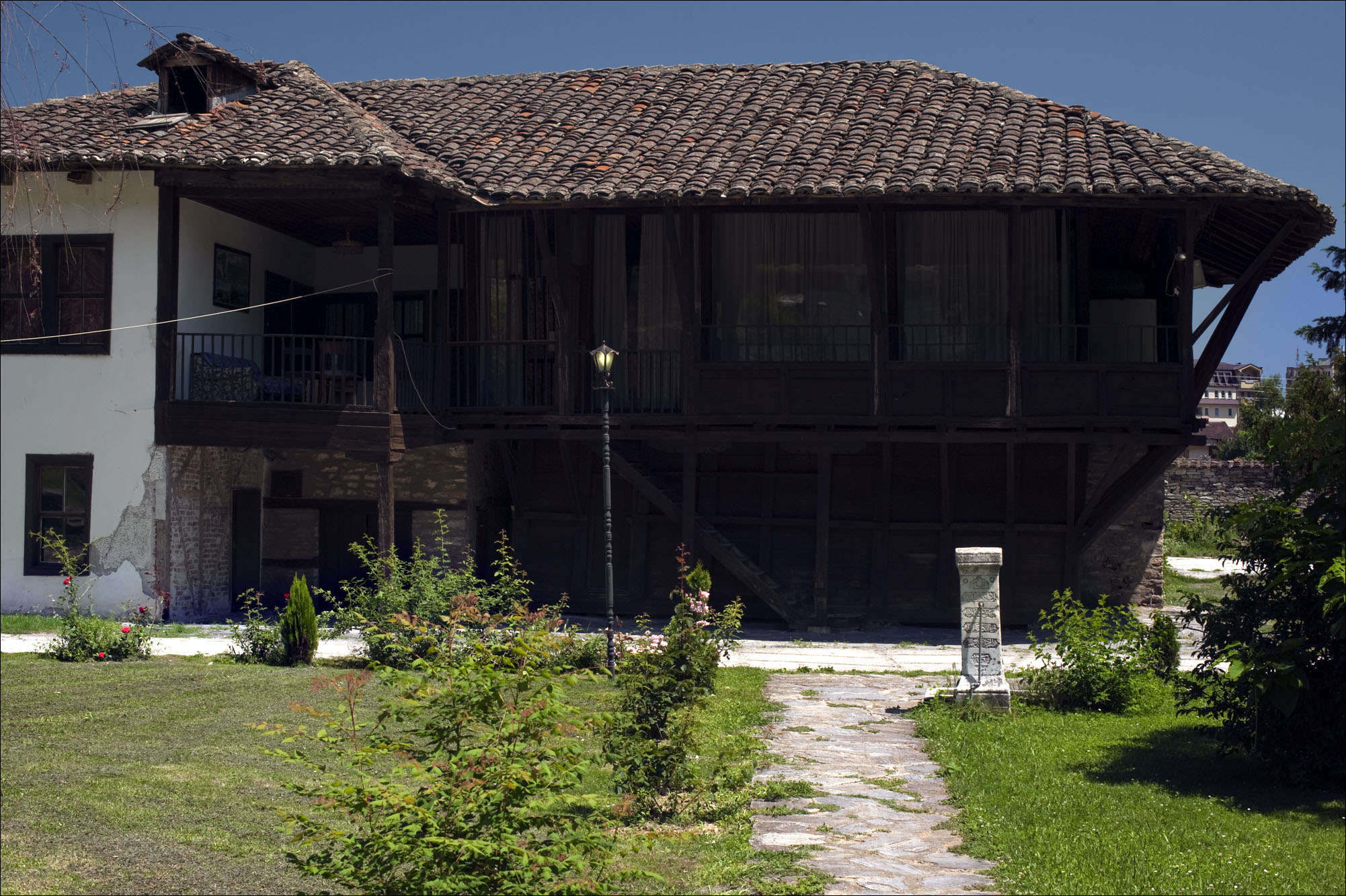
أراباتي بابا
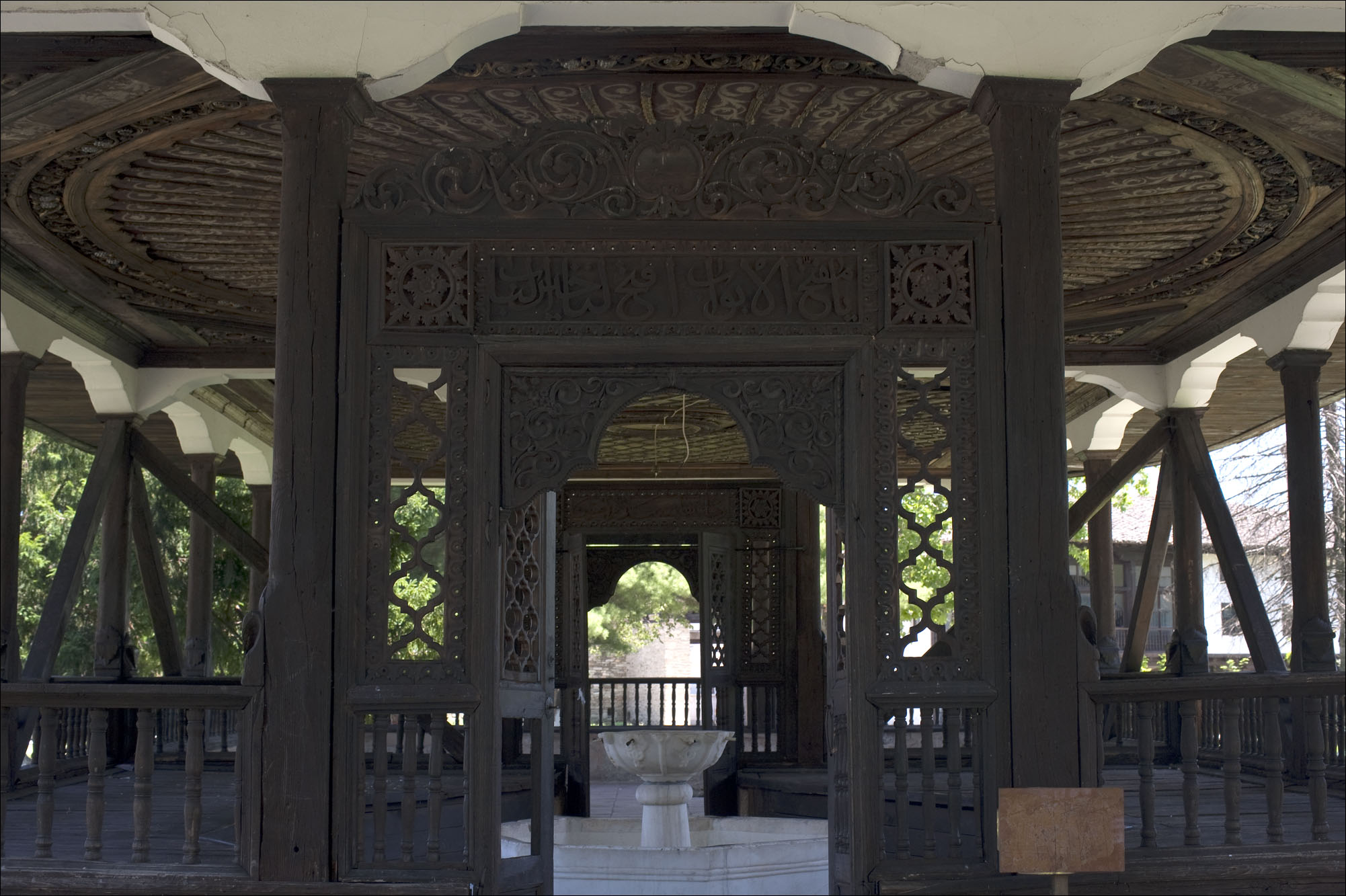
شادرفان أراباتي بابا
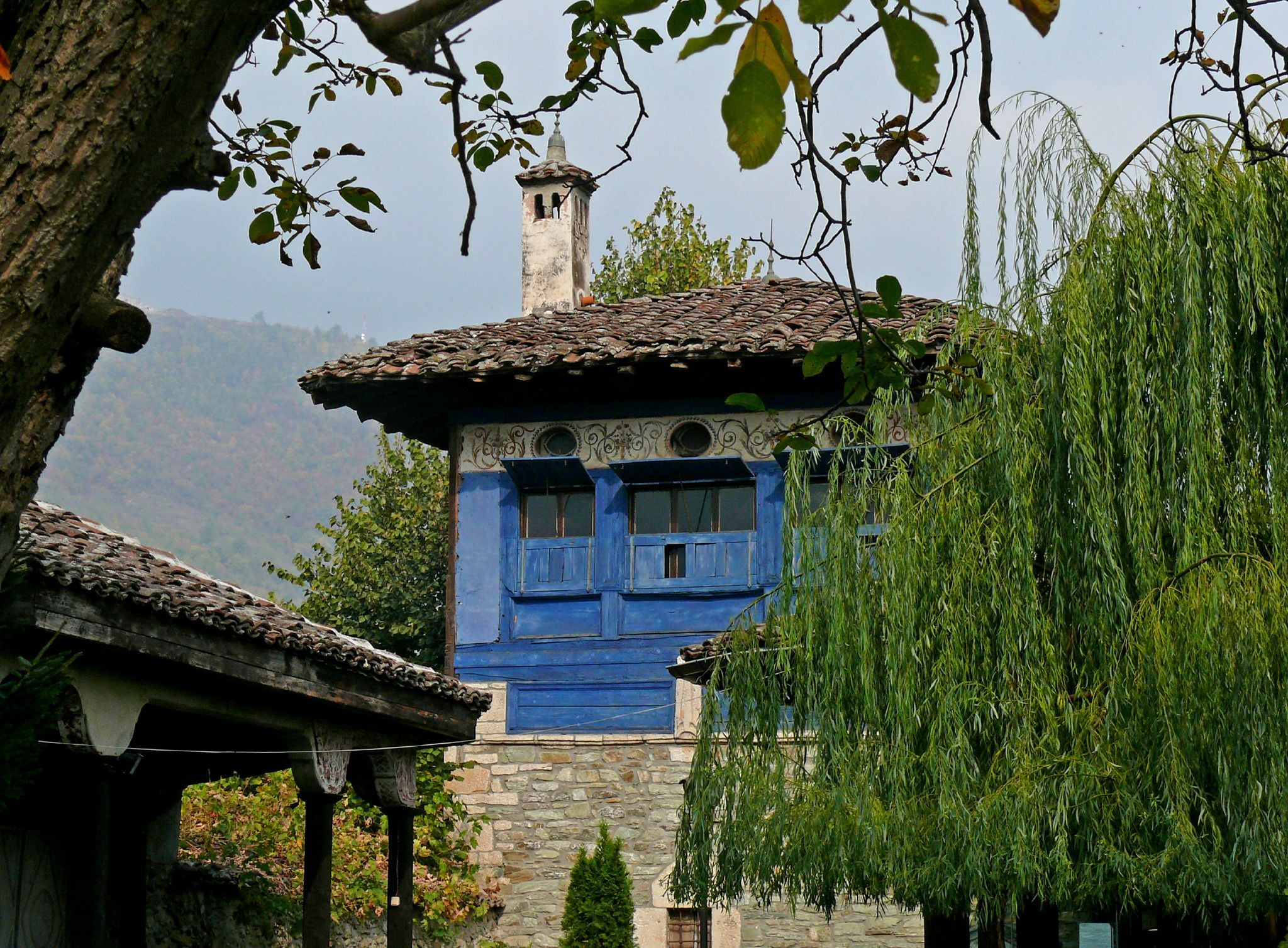
أراباتي بابا
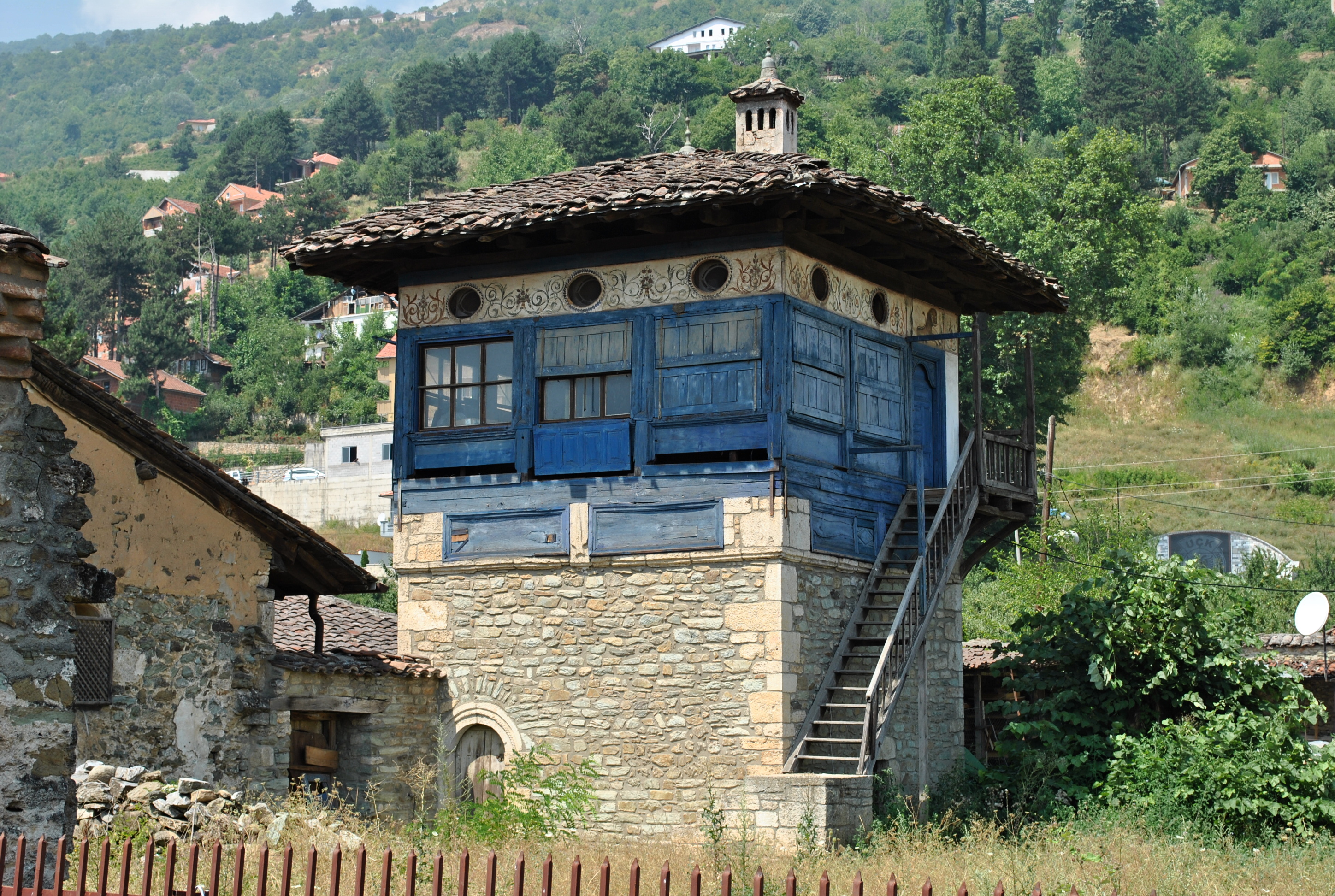
بيت فاطمة ابنة رشاب باشا في أراباتي بابا تك
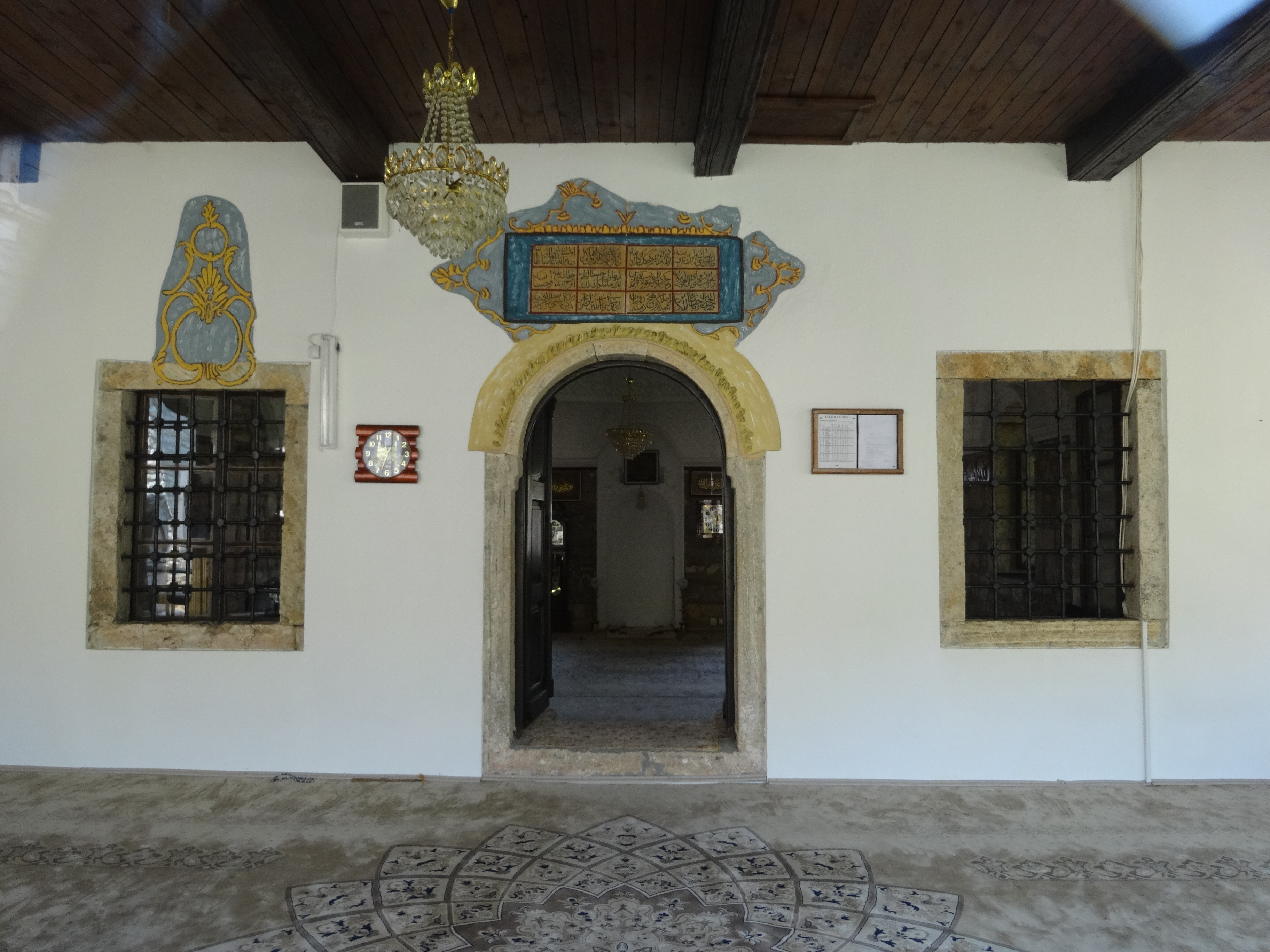
مخزن أراباتي بابا
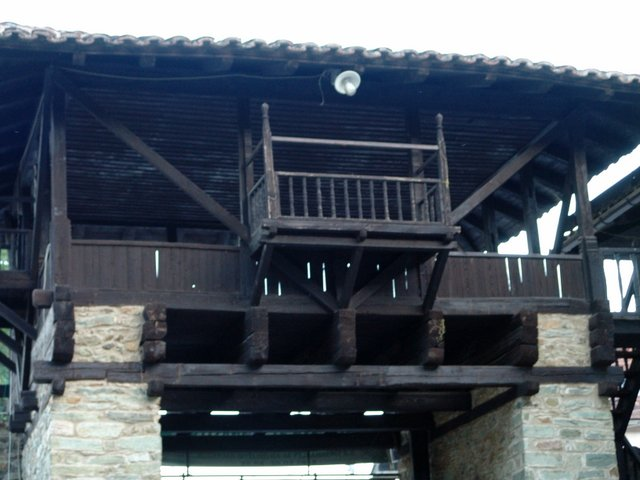
دخول أراباتي بابا

## وصلات خارجية
- Free Sersem Ali: News on the Ongoing Controversy at the Harabati Baba Tekke
- The Bektashi order of Sufis
- A Visit to the Harabati Baba Tekke
- Bektashi World Headquarters (in Albanian, English, Turkish)